# 艾伯特·邓肯森
艾伯特·邓肯森（英語：Albert Duncanson，1911年10月2日—2000年3月24日），加拿大男子冰球运动员，场上位置是前锋。他曾代表加拿大参加1932年冬季奥林匹克运动会冰球比赛，获得一枚金牌。